# Аракис
Аракис е и другото име на звездата Mu Draconis.
Аракис (на английски: Arrakis, произлиза от арабското ar-rāqiṣ, „танцьорът“), по-късно преименувана на Ракис (известна и като „Дюн“) е измислена пустинна планета, на която се развива по-голямата част от сюжета на романа „Дюн“ от Франк Хърбърт. Аракис е третата планета, която обикаля около звездата Канопус. В орбитата ѝ има две луни. Аракис е дом на свободните хора, а по-късно – имперска столица при управлението на Муад'Диб и наследниците му. Планетата е известна с това, че само на нея в цялата позната вселена се добива подправката, която удължава живота и прави възможно междузвездното пътуване. Свирепите пустинни условия, липсата на вода и пустинните червеи създават условие за възникването на така наречената „пустинна сила“. Това е армия от хора, живели в крайно неблагоприятни условия, научени от самия Пол – Муад'Диб и майка му Джесика на Бин Джезаридските изкуства, което ги прави по-добри бойци от имперските войни обучавани на робската планета Сулуст Секундус.
Най-големият град на планетата е Аракийн, който по-късно става имперска столица.